# Kevin Kobrine
Kevin Kobrine (* 27. Januar 2000 in Newport Beach) ist ein US-amerikanischer Volleyballspieler.

## Karriere
Kobrine begann seine Karriere an der Corona del Mar High School. Von 2019 bis 2022 studierte er an der University of California, Los Angeles und gehörte zur Universitätsmannschaft Bruins. Sein letztes Studienjahr absolviert er anschließend an der University of Southern California, wo er für die Trojans spielte. Nach seinem Studium war der Diagonalangreifer in der Saison 2023/24 beim portugiesischen Erstligisten Sporting Lissabon aktiv. Mit der Mannschaft gewann er den nationalen Pokal und wurde Vizemeister. 2024 wurde Kobrine vom deutschen Bundesligisten FT 1844 Freiburg verpflichtet. Dort etablierte er sich als Stammspieler und zog mit dem Verein erstmals in die Playoffs ein. Nach dem Ende der Saison verließ Kobrine den Verein.